# Судан на літніх Олімпійських іграх 1996
Судан брав участь у Літніх Олімпійських іграх 1996 року у Атланті усьоме. Країну представляло 4 спортсмени у 2 видах спорту настільний теніс і легка атлетика), проте жоден із них не завоював медалі. Прапороносцем був Махмуд Муса Абдулла.